# Nemesia fleckii
Nemesia fleckii är en flenörtsväxtart som beskrevs av Thellung. Nemesia fleckii ingår i släktet nemesior, och familjen flenörtsväxter. Inga underarter finns listade i Catalogue of Life.